# Glypta vernalis
Glypta vernalis är en stekelart som beskrevs av Dasch 1988. Glypta vernalis ingår i släktet Glypta och familjen brokparasitsteklar. Inga underarter finns listade i Catalogue of Life.